# マルティン・スビメンディ
マルティン・スビメンディ（Martín Zubimendi, 1999年2月2日 - ）は、スペイン・バスク州サン・セバスティアン出身のプロサッカー選手。アーセナルFC所属。スペイン代表。ポジションはミッドフィールダー。

## 経歴

### クラブ

#### レアル・ソシエダ
2011年に地元のレアル・ソシエダのカンテラに入団。2016年にテルセーラ・ディビシオンのCチームに昇格。8月27日のドゥランゴ戦でプロデビュー。2016-17シーズン中にBチームに昇格。2018年7月には2022年までの契約を締結。2018-19シーズンにBチームで20試合に出場したところでトップチームに昇格。2019年4月29日のヘタフェ戦で、後半39分にルベン・パルドとの交代でトップチーム初出場。
2019-20シーズンも当初はBチームでのプレイであったが、シーズン終盤に再びトップチームに昇格。最後の9試合に出場しトップチームに定着。同シーズン終了後の2020年7月24日にクラブと新たな5年契約を締結した。
2022年3月13日、リーグ第28節のアラベス戦でラ・リーガ初ゴールを挙げた。

#### アーセナルFC
2025年7月6日、長期契約でアーセナルFCに移籍加入することが正式発表された。Sky Sportsはアーセナルが3月に移籍に合意し、5100万ポンドの契約解除金を支払ったと報じている。一方で、BBCスポーツはスペインの契約解除条項では契約解除金を全額一括で支払うことが義務付けられており、分割で支払うことが認められていないため、アーセナルは契約解除金を上回る金額を支払う意向を示したとしており、移籍金は約6000万ポンドになると報じた。同年8月17日、PL第1節マンチェスター・ユナイテッドFC戦で先発出場しアーセナル公式戦デビューを果たした。

### 代表
2021年6月8日、UEFA EURO 2020を控えていたスペイン代表の一部選手にCOVID-19感染が確認されたため、急遽U-21スペイン代表のメンバーが出場したリトアニアとの親善試合でA代表初出場。
2021年7月に開催された東京オリンピックではU-24スペイン代表の一員としてチームメイトのミケル・メリーノやミケル・オヤルサバルと共に大会に出場し、大会5試合に出場した。
2024年、UEFA EUROのメンバーに選出され、決勝のイングランド戦を含む4試合に出場。優勝メンバーの一員となった。

## 人物
地元サン・セバスティアンのグロース地区で育ち、幼少期からビーチと自然に囲まれた生活を送っていた。少年時代は愛犬とともに毎日のようにグロース海岸を散歩し、その穏やかな環境が現在の落ち着いた人柄やプレースタイルにも影響を与えていると語っている。また、11歳のときにギプスコア県のU-12チェス大会で優勝した経験を持ち、チェスを通して培った「数手先を読む」感覚は、ミッドフィールダーとしての判断力やポジショニングにも生きているとされる。また、地元の山に登ったり、自然に触れる時間を「心の回復のために不可欠」と考えており、プロサッカー選手でありながらも控えめで誠実な人柄としてチームメイトやファンからも評価されている。

## 個人成績

### クラブ
| 国内大会個人成績 | 国内大会個人成績 | 国内大会個人成績 | 国内大会個人成績 | 国内大会個人成績 | 国内大会個人成績 | 国内大会個人成績 | 国内大会個人成績 | 国内大会個人成績 | 国内大会個人成績 | 国内大会個人成績 | 国内大会個人成績 |
| 年度             | クラブ           | 背番号           | リーグ           | リーグ戦         | リーグ戦         | リーグ杯         | リーグ杯         | オープン杯       | オープン杯       | 期間通算         | 期間通算         |
| 年度             | クラブ           | 背番号           | リーグ           | 出場             | 得点             | 出場             | 得点             | 出場             | 得点             | 出場             | 得点             |
| スペイン         | スペイン         | スペイン         | スペイン         | リーグ戦         | リーグ戦         | 国王杯           | 国王杯           | オープン杯       | オープン杯       | 期間通算         | 期間通算         |
| ---------------- | ---------------- | ---------------- | ---------------- | ---------------- | ---------------- | ---------------- | ---------------- | ---------------- | ---------------- | ---------------- | ---------------- |
| 2018-19          | レアル・ソシエダ | 36               | ラ・リーガ       | 1                | 0                | 0                | 0                | -                | -                | 1                | 0                |
| 2019-20          | レアル・ソシエダ | 36               | ラ・リーガ       | 9                | 0                | 1                | 0                | -                | -                | 10               | 0                |
| 2020-21          | レアル・ソシエダ | 36               | ラ・リーガ       | 31               | 0                | 2                | 0                | -                | -                | 33               | 0                |
| 2021-22          | レアル・ソシエダ | 3                | ラ・リーガ       | 36               | 2                | 4                | 0                | -                | -                | 40               | 2                |
| 2022-23          | レアル・ソシエダ | 3                | ラ・リーガ       | 36               | 1                | 4                | 0                | -                | -                | 40               | 1                |
| 2023-24          | レアル・ソシエダ | 4                | ラ・リーガ       | 31               | 4                | 6                | 0                | -                | -                | 37               | 4                |
| 2024-25          | レアル・ソシエダ | 4                | ラ・リーガ       | 36               | 2                | 4                | 0                | -                | -                | 40               | 2                |
| 通算             | スペイン         | スペイン         | ラ・リーガ       | 180              | 9                | 21               | 0                | -                | -                | 201              | 9                |
| 総通算           | 総通算           | 総通算           | 総通算           | 180              | 9                | 21               | 0                | 0                | 0                | 201              | 9                |

### 代表
| スペイン代表 | 国際Aマッチ | 国際Aマッチ |
| 年           | 出場        | 得点        |
| ------------ | ----------- | ----------- |
| 2021         | 1           | 0           |
| 2022         | 0           | 0           |
| 2023         | 3           | 0           |
| 2024         | 11          | 1           |
| 2025         | 4           | 1           |
| 通算         | 19          | 2           |

#### ゴール
| #  | 年月日         | 開催地                                          | 対戦国     | 勝敗 | 試合概要                                    |
| -- | -------------- | ----------------------------------------------- | ---------- | ---- | ------------------------------------------- |
| 1. | 2024年10月12日 | エスタディオ・ヌエバ・コンドミーナ（ スペイン） | デンマーク | ○1-0 | UEFAネイションズリーグ2024-25・リーグA      |
| 2. | 2025年6月8日   | アリアンツ・アレーナ（ ドイツ）                 | ポルトガル | △2-2 | UEFAネイションズリーグ2024-25・決勝ラウンド |

## タイトル

### クラブ
レアル・ソシエダ
- コパ・デル・レイ（2019-20）

### 代表
U-23スペイン代表
- オリンピック銀メダル（2020）

スペイン代表
- UEFAネイションズリーグ（2022-23）[14]
- UEFA欧州選手権（2024）[11]